# 哈米什·皮科克
哈米什·皮科克（英語：Hamish Peacock，1990年10月15日—），澳大利亚男子田径运动员。他曾代表澳大利亚参加2014年和2018年英联邦运动会田径比赛，获得一枚银牌和一枚铜牌。